# 里弗奧克斯 (加利福尼亞州)
里弗奧克斯（英語：River Oaks）是位於美國加利福尼亞州聖貝尼托縣的一個非建制地區。該地的面積和人口皆未知。

## 地理
里弗奧克斯的座標為36°53′59″N 120°35′40″W / 36.89972°N 120.59444°W，而該地的平均海拔高度為43米（即141英尺）。